# Even Heaven Cries
„Even Heaven Cries” – piosenka pop niemieckiego trio Monrose i wybrany na drugi singel z debiutanckiego albumu Temptation. Piosenkę napisali: Robbie Nevil, Lauren Evans, Philip Denker, Jonas Jeberg i Jens Lumholt.

## Konkursy

### Konkurs Piosenki Eurowizji
Utwór brał udział w eliminacjach do 52. Konkursu Piosenki Eurowizji w 2007 roku, jednak nie dostał się zajmując 2. miejsce. Pokonała go piosenka Rogera Cicero – Frauen regier'n die Welt, a na 3. pozycji znalazł się utwór Heinza Rudolfa Kunze Die Welt is pop.

## Formaty i track listy singla
| Digital Singel 1. „Even Heaven Cries” (Single Version 2007) 2. „Butt Butt” 3. „Even Heaven Cries” (Jeo Mix) | CD Singel 1. „Even Heaven Cries” (Single Version 2007) 2. „Diamonds and Pearls” (tekst: Vincent Degiorgio, Tony Malm) 3. „Butt Butt” (tekst: Jasmine Baird, Alex James) 4. „Even Heaven Cries” (Jeo Mix) 5. „Even Heaven Cries” (Instrumental) |